# 감전사

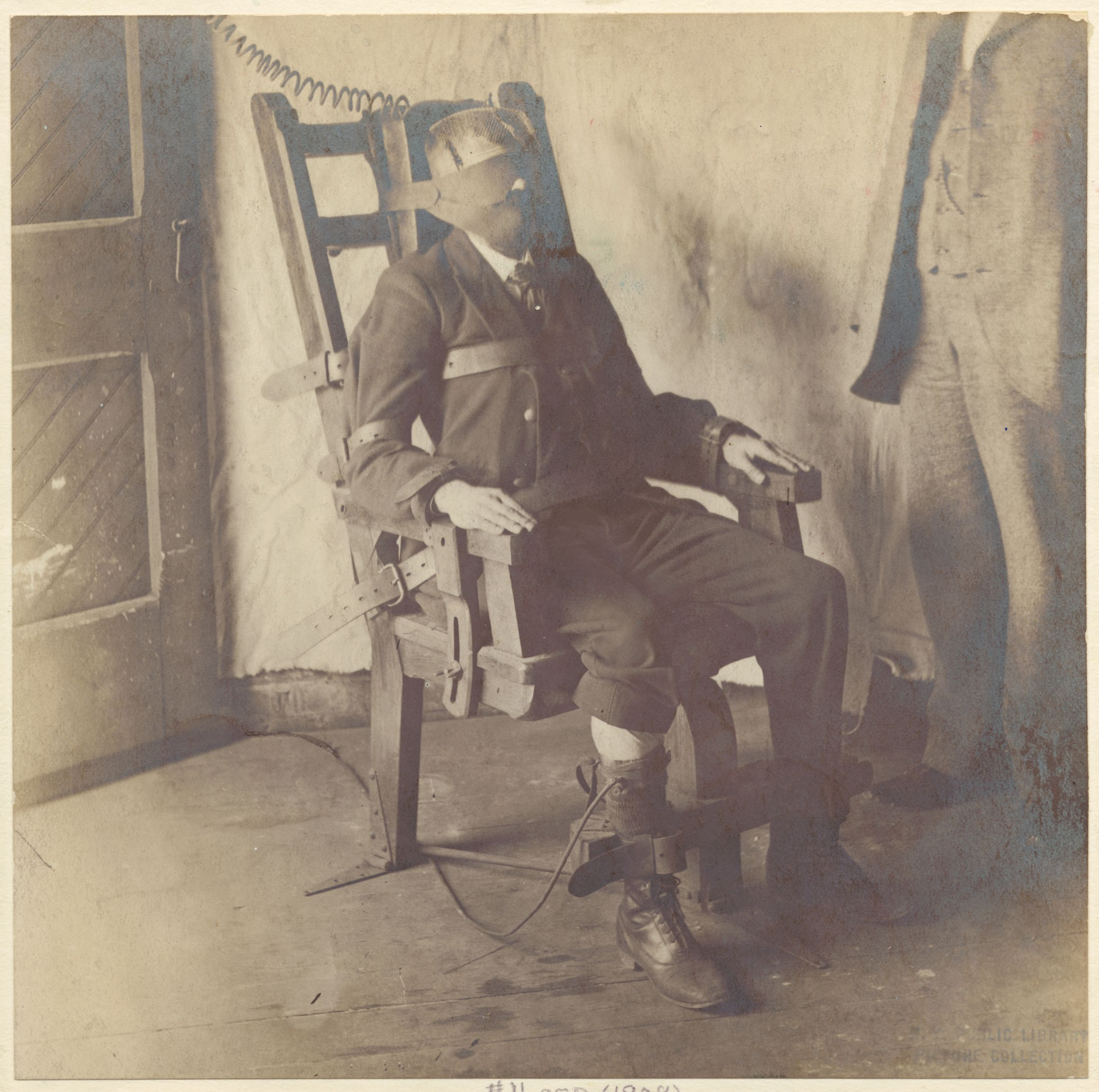

감전사(感電死)는 신체에 전류가 흐르는 감전에 의한 사망을 뜻한다. 감전사의 영어 낱말 electrocution는 "electro"와 "execution"의 결합을 통해 탄생된 말이지만, 우연한 죽음에도 사용된다.

## 기원
전기에 의한 사형에 대한 개념인 감전사는 1890년대 말에 전기의자의 도입과 함께 성장하였으며, 미국 뉴욕주의 공식적인 사형 방식으로서 교수형 보다 더 인도적인 방법으로 간주되었다.

## 같이 보기
- 감전
- 사형